# アレクサンダー・フランシス・チェンバレン

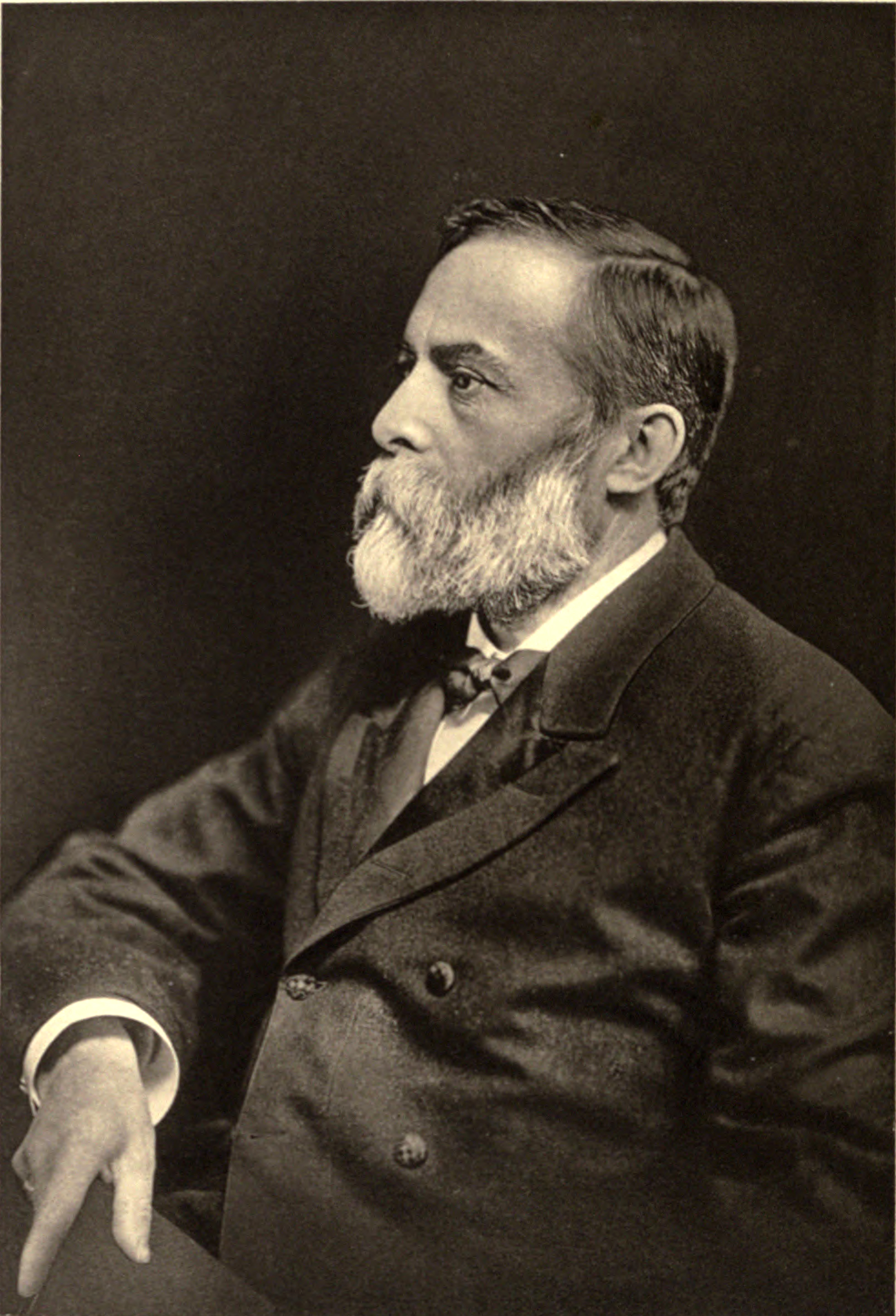
アレクサンダー・フランシス・チェンバレンの写真。1865-1914年撮影。

アレクサンダー・フランシス・チェンバレン(Alexander Francis Chamberlain、1865年 - 1914年)は、カナダの人類学者である。
彼はイングランドで生まれ、マサチューセッツ州ウースターのクラーク大学でフランツ・ボアズの指導のもと博士号を取得した。その後、クラーク大学で教鞭をとるようになり、1911年には正教授になった。彼はイギリス科学協会の支援のもと、ブリティッシュコロンビア州のクーテネイ族を研究対象とした。
チェンバレンの業績でよく知られているのが人類学関係の図書目録の作成である。公刊された著書と、最初のころは『アメリカ人類学』誌(en:American Anthropologist)に掲載された論文、後には『アメリカ民俗学雑誌』(en:Journal of American Folklore)の論文の一覧を作成し、一般に供してきた。彼はまた『アメリカ民俗学雑誌』の編集者でもあった。
チェンバレンはまた『新国際百科事典』第2版に南アメリカの先住民や、アジア人に関する記事を寄稿し、さらには1911年の『ブリタニカ百科事典』には北アメリカの先住民についての項目を執筆している。
ボアズはチェンバレンにあてた追悼文で彼のことをまことに良きひとであったと振りかえっている。

## 著作
- Report on the Kootenay Indians, (1892)
- Languages of the Mississaga Indians, (1892)
- The Mythology of the Columbian Discovery, (1893)
- Child and Childhood in Folk-Thought, (1896)
- The Child: A Study in the Evolution of Man, (1900)
- Poems, (1904)